# Irgendwann kommt jeder mal nach San Francisco
Irgendwann komt jeder mal nach San Francisco (Ooit komt iedereen weleens in San Francisco) is een single van Jürgen Marcus. Het is afkomstig van zijn album Der Grand Prix d′amour. Het nummer is geschreven door Fred Jay, pseudoniem voor Friedrich Alex Jacobson en Jack White, pseudoniem voor Horst Nußbaum.
San Francisco had in die dagen een enorme aantrekkingskracht op de jeugd, dat was voornamelijk te danken aan de onbezorgde flowerpower-tijd, maar die was in 1974 al grotendeels voorbij, de legende bleef echter. Een echo van Scott McKenzies San Francisco uit 1967.
Irgendwann is een van de vijftal kleine hitjes die Marcus had in Nederland; in België bleef hij op twee steken. In Duitsland haalde dit nummer 12 weken de hitparade, maar bleef op plaats 17 steken.

## Hitnotering

### Nederlandse Top 40
| Hitnotering: week 7 t/m 9 in 1974 | Hitnotering: week 7 t/m 9 in 1974 | Hitnotering: week 7 t/m 9 in 1974 | Hitnotering: week 7 t/m 9 in 1974 | Hitnotering: week 7 t/m 9 in 1974 |
| Week:                             | 1                                 | 2                                 | 3                                 |                                   |
| --------------------------------- | --------------------------------- | --------------------------------- | --------------------------------- | --------------------------------- |
| Positie:                          | 36                                | 29                                | 33                                | uit                               |